# Domašov u Šternberka
Domašov u Šternberka là một làng thuộc huyện Olomouc, vùng Olomoucký, Cộng hòa Séc.